# Louis Chauvin
Louis Chauvin, né le 13 mars 1881 à Saint-Louis (Missouri) et mort le 26 mars 1908  à Chicago (Illinois), est un musicien américain de ragtime. On ne lui connaît que quatre œuvres publiées : trois chansons et un seul instrumental, le célèbre Heliotrope Bouquet, coécrit en 1907 avec Scott Joplin (ce dernier ayant souvent travaillé avec de jeunes pianistes pour les aider à débuter dans la musique). Cette pièce fut cependant son dernier travail publié.

## Biographie
Né à Saint-Louis dans le Missouri en 1881 d'un père mexicain ayant des origines amérindiennes, et d'une mère afro-américaine, il était considéré comme l'un des meilleurs pianistes de la région de Saint-Louis au début du XXe siècle. Il travailla dans le saloon de Tom Turpin, le « Rosebud », comme beaucoup d'autres musiciens de son époque. Il faisait preuve d'un sens inné de l'improvisation mélodique. Ne sachant pas écrire le solfège, il avait néanmoins beaucoup de capacités au piano. Une grande partie de sa musique était improvisée.
De 1903 à 1906, Chauvin fit publier trois chansons dont il composa la mélodie, sans l'écrire toutefois.
Il rencontra Scott Joplin au « Rosebud Café ». Celui-ci fut impressionné par son jeu, et lui proposa de publier ensemble un morceau. Il s'agira de Heliotrope Bouquet - A Slow Drag Two-Step, morceau encore très apprécié aujourd'hui.
Après un séjour de 23 jours dans un hôpital de l'Illinois, Louis Chauvin décède à l'âge de 27 ans, le 26 mars 1908. La cause de sa mort est ignorée. Son corps fut transporté dans sa ville natale et inhumé au cimetière du calvaire, à Saint-Louis, le 30 mars.

## Liste des œuvres
1903

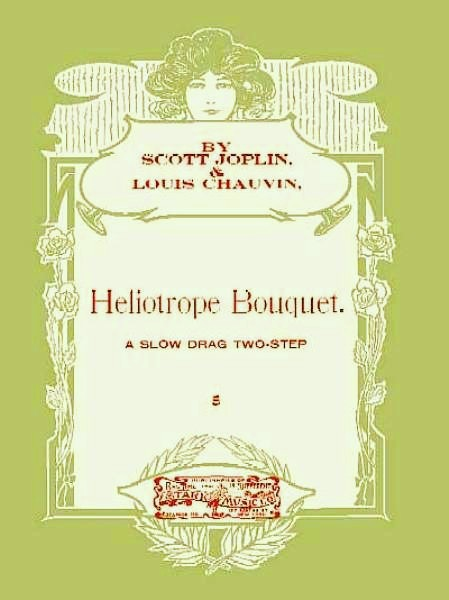
Couverture de la partition de Heliotrope Bouquet (1907).

- The Moon is Shining in the Skies (avec Sam Patterson)
- Dandy Coon (avec Sam Patterson)

1906
- Babe, It's Too Long Off (avec Elmer Bowman)

1907
- Heliotrope Bouquet - A Slow Drag Two-Step (avec Scott Joplin)